# Hypurgie
Hypurgie, die Summe der Heilung bewirkenden Faktoren,  ist ein von dem Arzt und erstem deutschen Hochschullehrer für Krankenpflege Martin Mendelsohn (1860–1930)  geprägter Begriff, mit der er den wissenschaftlich-therapeutischen Teilbereich innerhalb der Pflege im ausgehenden 19. Jahrhundert beschrieb. Er unterteilte die Krankenpflege in drei Teilbereiche, die Krankenversorgung, die Krankenwartung und die Hypurgie. Dabei oblag die Hypurgie seiner Ansicht nach ausschließlich dem Arzt. In der Hypurgie wurde die wissenschaftliche Dimension der Pflege erweitert und teilweise Ansätze verfolgt und, die einer modernen Pflegeauffassung nahekommen, beispielsweise die Hinwendung zum Kranksein, statt zu der Krankheit, die Gestaltung einer heilungsfördernden Umgebung und die Betonung einer selbstständigen Aufgabe der Pflege innerhalb des Gesamtkonzeptes zur Behandlung des Erkrankten.